# Gamera
Gamera (ガメラ)  é um daikaijū do cinema japonês, um monstro semelhante a uma tartaruga gigante fictícia criada pelos extintos Estúdios Daiei, agora de propriedade da Kadokawa Pictures. O filme original de 1965, Gamera, foi lançado para rivalizar o sucesso Godzilla, da Toho Pictures, durante a explosão de filmes de monstro da década de 1960. A partir daí o personagem ganhou fama e notoriedade como um ícone japonês por si próprio.
Gamera mede entre 60 e 80 metros de altura e pesa entre 80 e 120 toneladas, como demonstrado em sua primeira aparição, o filme Gamera de 1965.

## Características
Gamera, apesar de se assemelhar uma tartaruga gigantesca, possui dentes na boca e duas imensas presas na arcada inferior, que se projetam para fora da boca a partir do final da arcada dentária, bilateralmente. Assume porte quadrúpede ou bípede e produz um rugido feroz.
Utiliza como arma, além de suas garras, uma labareda de fogo que lança pela boca, como faz Godzilla em alguns filmes. Ela também pode voar usando jatos que a propulsionam saindo das cavidades das patas traseiras quando as recolhe para dentro do casco, ou então das cavidades das quatro patas — nesse caso ela voa girando como se fosse um "disco voador".
Quando em voo Gamera pode chegar à velocidade Mach 3, isto é, três vezes a velocidade do som — 3 672 km/h, ou 1 020 m/s. É vista como um objeto discoide e incandescente, assemelhando-se perfeitamente a um disco voador e já foi vista sobrevoando várias cidades do mundo todo, mas sempre escolhe o Japão para aterrissar e, ou causar destruição, ou salvar a Civilização.
Gamera, embora criada inicialmente como um monstro irracional e destruidor, posteriormente apareceu em inúmeros filmes como um amigo das crianças e defensor da Humanidade, combatendo invasões alienígenas e outros monstros.
Predefinição:Gamera